# Bučany
Bučany é um município da Eslováquia, situado no distrito de Trnava, na região de Trnava. Tem 16,58 km² de área e sua população em 2019 foi estimada em 2362 habitantes.

## Demografia
| Ano:        | 1994 | 2004   | 2014   | 2024   |
| ----------- | ---- | ------ | ------ | ------ |
| Broj ljudi: | 2050 | 2157   | 2300   | 2380   |
| Razlika:    |      | +5,21% | +6,62% | +3,47% |

| Ano:               | 2023 | 2024   |
| ------------------ | ---- | ------ |
| Número de pessoas: | 2386 | 2380   |
| Diferença:         |      | -0,25% |